# أسامة الخطيب
أسامة الخطيب مختص بالروبوت (الرجال الآليين) وأستاذ علوم الحاسب في جامعة ستانفورد، وزميل في جمعية مهندسي الكهرباء والإلكترونيات IEEE كان له الفضل في العمل المميز في مجالات تتراوح بين تخطيط الحركة والتحكم للروبوت، إلى تصميم روبوت صديق للإنسان، إلى التفاعل اللمسي ومحاكاة الحركة البشرية.وقد ركز عمله على تطوير النظريات والخوارزميات، والتكنولوجيات للتحكم في أنظمة الروبوت باستخدام نماذج الديناميكية الجسمية. وتستخدم هذه النماذج الديناميكية لاشتقاق وحدات التحكم الأمثل للروبوتات المعقدة التي تتفاعل مع البيئة في الزمن الحقيقي. حصل على جائزة نوابغ العرب عن فئة الهندسة والتكنولوجيا عام 2024م.

## حياته
حصل درجتي البكالوريوس والماجستير في الهندسة الكهربائية من جامعة «مونبلييه» الفرنسية، ثم حصل الخطيب على دكتوراه في الهندسة الكهربائية من فرنسا عام 1980م، ثم انضم إلى قسم علوم الكمبيوتر في جامعة ستانفورد حيث أصبح عضوا في الكلية منذ ذلك الوقت. هو حاليا مدير مخبر ستانفورد للآليات وعضو جامعة ستانفورد bio-x التمهيدية.

## عمله

### العمل الأكاديمي
كانت مساهمة الخطيب الأولى والهامة طريقة الحقل الصنعي الكامن والتي تتجنب مشكلة الحركة المعقدة للروبوت. وذلك بالسيطرة على الروبوت بالحقول الكامنة في مجال الحركة
قدمت لأول مرة عام 1978 حيث تم تفعيل هذه الطريقة بسبب الحاجة الملحة لتمكين عمل الروبوت التفاعلي في البيئات غير المنظمة.ومنذ ذلك الحين أصبحت طريقة معتمدة بازدياد عدد الباحثين في مناطق واسعة الانتشار والتطبيقات في مجال الاليات والتصوير والطيف والرسوم المتحركة.
اقترح الخطيب مع sean Quinlan طريقة الحزام المرن والتي تزود مخطط للروبوت قادر على تعديل وتحسين حركاته أثناء التنفيذ بينما يتحرى التصادم المحتمل بكفاءة عالية باستعمال مجال هرمي التسلسل.

### الروبوتات
منصات ستانفورد للروبوتات

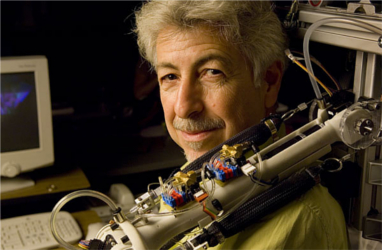
يمسك الخطيب ذراع آلية مبتكرة موجهة عضلياً، والتي تعتمد على آلية توجيه (أو تسيير أو تشغيل) هجينة من عضلة هوائية (تعمل بضغط الهواء) ومحرك كهربائي.

في منتصف التسعينات، ركز مختبر الخطيب جهوه الرامية إلى تطوير مناورة الروبوتات في بيئة الإنسان، منشآت ستاتفورد للروبوتات، المتطورة في هذه العملية كانت أول المنشآت المتكاملة تماماً لمناورة المحمول الهولونومية، التي عرفت مؤخراُ باسم روميو وجولييت، هذا الجهد حقق ولادة الروبوت التجاري المناور المحمولي، النوماند أكس آر 4000، Nomand XR4000، المقدم من قبل مؤسسة التكنولوجيات النوماندية Nomadic Technologies.أنشأت النماذج والخوارزميات الناتجة عن هذا المشروع الأساس لاكتشافه اللاحق للروبوتات البشرية مثل هوندا أسيمو Honda ASIMO.
جهاز الرنين المغناطيسي الوظيفي ذو الواجهة اللمسية
تم تطوير واجهة لمسية لجهاز الرنين المغناطيسي الوظيفي (fMRI) عام 2013 من قبل سمير منون Samir Menon وجيرالد بارتنر وكريس اهولت باشراف الدكتور الخطيب.
HFIهي واجهة لمسية متوافقة مع أجهزة تصوير بالرنين المغناطيسي الوظيفي ولها تلات درجات حرية
تسمح هذه الواجهة اللمسية بالقيام بمهام افتراضية داخل جوف جهاز الرنين المغناطيسي وذلك لخفة وزنها وشفافيتها لتمكن من القيام بتجارب العلوم العصبية ذات الدقة العالية وقد عرضت مجموعة الخطيب بنجاح تحكم حلقة مغلقة بالزمن الحقيقي للواجهة اللمسية خلال تصوير رنين مغناطيسي وظيفي عالي الدقة بأقل مستوى ضجيج ممكن ليُمكن من تحليل صور شخص واحد دون إجراء تنعييم أو تسوية لها.

## بعض ما نشر له
1. 1 2 3   https://profiles.stanford.edu/oussama-khatib. {{استشهاد ويب}}: |url= بحاجة لعنوان (مساعدة) والوسيط |title= غير موجود أو فارغ (من ويكي بيانات) (مساعدة)
2. ↑  "البروفسور السوري أسامة خطيب يفوز بجائزة «نوابغ العرب» عن فئة الهندسة والتكنولوجيا". aawsat.com. مؤرشف من الأصل في 2025-02-09. اطلع عليه بتاريخ 2025-01-12.
3. ↑  "محمد بن راشد يهنئ البروفيسور السوري أسامة خطيب لفوزه بجائزة "نوابغ العرب 2024"". سكاي نيوز عربية. مؤرشف من الأصل في 2025-01-12. اطلع عليه بتاريخ 2025-01-12.

## روابط خارجية
- مجموعة روبوتات بستانفورد
- الصفحة الرئيسية
- أسامة الخطيب: Uncanny Valley Revisited في المؤتمر العالمي للأنظمة والروبوتات الذكية
- Experts Plunge Into the Uncanny Valley, Celebrate Masahiro Mori في المؤتمر العالمي للأنظمة والروبوتات الذكية في 2013
- أسامة الخطيب: الإنسان والروبوت في سامر سكور  في 2012
- CS223A مقدمة عن الروبوتات مقدمة مجاناً من قبل جامعة ستانفورد.
- Pr2 robot manpulates and bags groceries